# Dürwiß
Dürwiß ist ein nördlicher Stadtteil von Eschweiler in Nordrhein-Westfalen. Die Höhe beträgt im Schnitt 156 m ü. NHN. Nördlich von Dürwiß liegt der Blausteinsee.
Dürwiß war bis Ende 1971 zusammen mit Laurenzberg eine eigenständige Gemeinde im Kreis Jülich und hatte die Postleitzahl „5183 Dürwiß (über Eschweiler)“, von 1972 bis 1993 war es die 5180 (Eschweiler).

## Geschichte

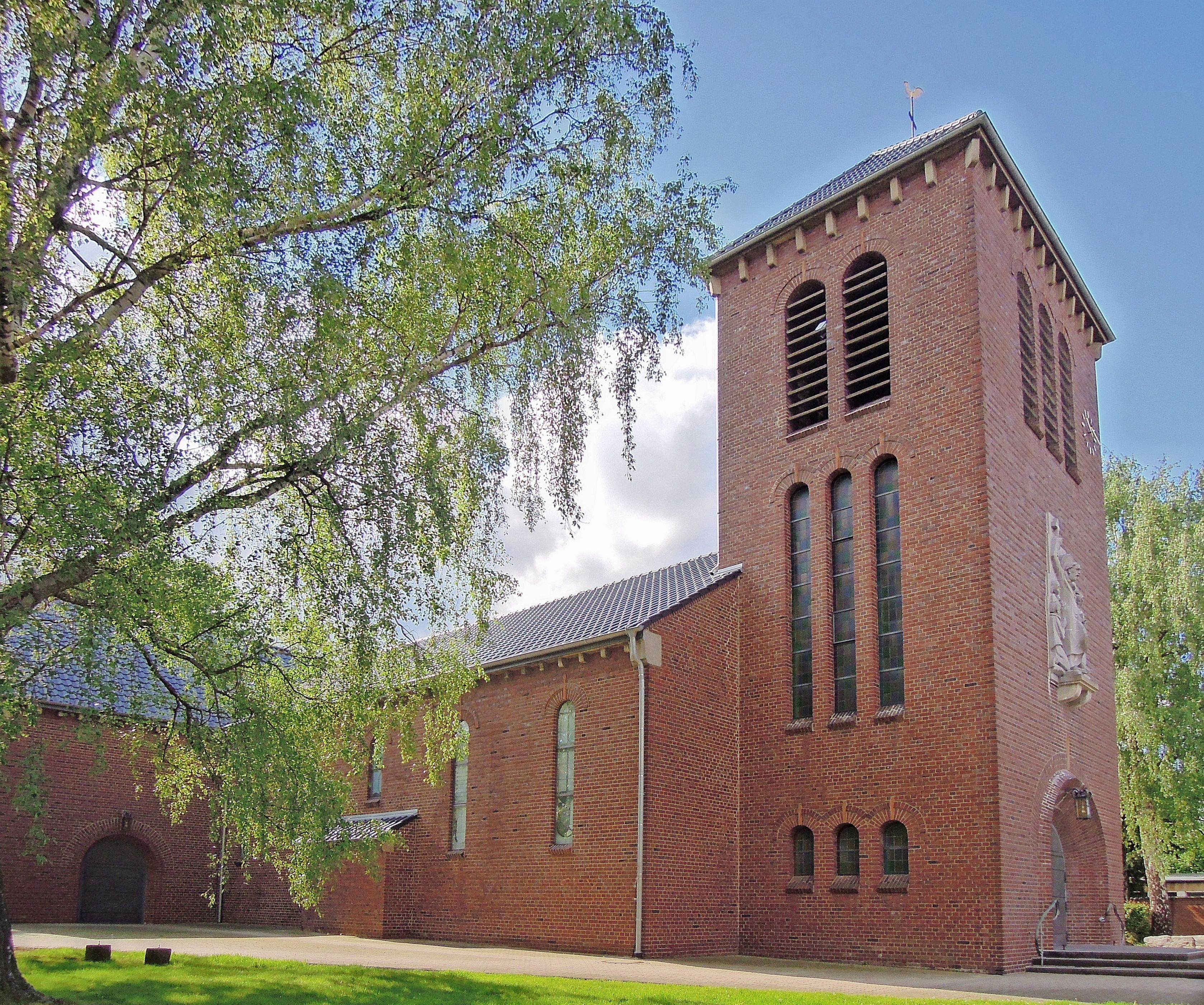
Kirche St. Bonifatius

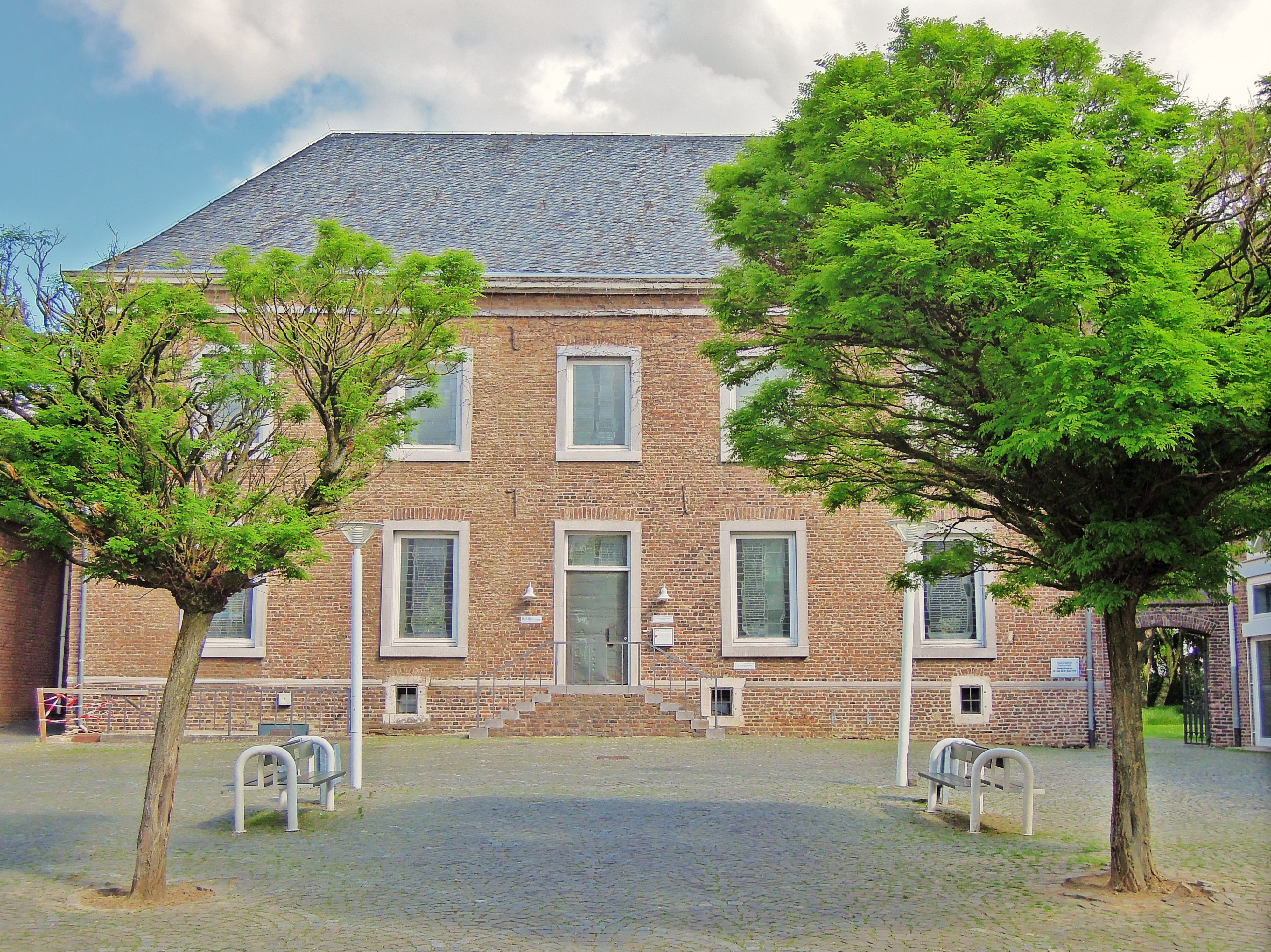
Drimborner Hof

### Ortsgeschichte
Die Dürwißer Geschichte lässt sich anhand von Urkunden bis ins 12. Jahrhundert zurückverfolgen. Zahlreiche Ausgrabungen brachten viele Reste alter frühfränkischer und frühgermanischer Badeanlagen, Mosaik- und Terrakottafunde hervor. Ein weiterer Beweis für das frühe Bestehen einer kleinen Siedlung war die Aachen-Frankfurter Heerstraße, die von Hehlrath kommend über Dürwiß weiter nach Weisweiler und Düren führte. Anhand geschichtlicher Nachforschungen bestand die Straße schon im 9. Jahrhundert. An dieser Straße befand sich ein Gasthaus mit einer Kapelle, die bis zum Jahre 1694 der Eschweiler Pfarrkirche unterstanden hat. Neben dieser Gasthauskapelle besaß Dürwiß noch die Kapelle des „Broicher Hofes“, die dann durch Aus- und Umbau zur Pfarrkirche St. Bonifatius erweitert wurde und im Jahre 1449 urkundlich zum ersten Mal genannt wird. Nachdem um 1600 der Turm neu errichtet worden war, erhielt sie ein halbes Jahrhundert später ihren „Pfarrbrief“, und die Lostrennung von der Mutterkirche in Eschweiler erfolgte. Nach der Zerstörung der alten Pfarrkirche durch den Zweiten Weltkrieg wurde etwas weiter nördlich die jetzige Pfarrkirche errichtet. In diese wurde die einzige Glocke der alten Pfarrkirche eingelassen, die den Zweiten Weltkrieg überstanden hatte; selbige verrichtet noch heute ihren Dienst.
Im Zweiten Weltkrieg wurde im Rahmen der Schlacht um Aachen deren Nachbarstadt Eschweiler ab Oktober 1944 intensiv in das Kriegsgeschehen mit einbezogen. Ab dem 22. Oktober wurde Dürwiß durch die NSDAP-Ortsgruppe zwangsgeräumt und die meisten Familien nach Sachsen-Anhalt in die Region Weißenfels – Zeitz verbracht, wo sie sich nach Kriegsende in der Sowjetischen Besatzungszone wiederfanden und von dort z. T. in die Sowjetunion verschleppt wurden. Als Dürwiß am 21. November 1944 von den Alliierten eingenommen wurde, war der Ort durch Bombardierungen und in Folge der Kampfhandlungen großflächig zerstört.
In unmittelbarer Nachbarschaft von Dürwiß wurde über Jahrzehnte hinweg Braunkohle in Tagebauen abgebaut. Östlich des Ortes wurde von 1910 bis 1941 der Tagebau Zukunft ausgekohlt. Westlich des Ortes folgte 1936 der neue Tagebau Zukunft-West, der Ende der 1960er Jahre die Umgebung von Laurenzberg und damit fast die wenig später gebaute Autobahn 44 erreichte und schließlich 1981 auf Höhe des heutigen Blausteinsees die Förderung beendete.
Am 1. Januar 1972 wurde die Gemeinde Dürwiß in die Stadt Eschweiler eingegliedert. Dadurch gehörte Dürwiß fortan zum Kreis Aachen und nicht mehr zum Kreis Jülich, welcher zum selben Zeitpunkt aufgelöst und größtenteils, aber eben ohne Dürwiß, dem Kreis Düren zugeschlagen wurde.
Die Dürwißer werden in der Mundart „Kaafsäck“ (= Spreusäcke) genannt, weil sie der Legende zufolge beim Abzug der napoleonischen Truppen den französischen Soldaten Säcke voll Spreu statt Proviant mitgegeben haben sollen. Im Karneval ist der traditionelle Ruf deshalb „Kaaf Alaaf!“. Außerdem steht seit 2004 das „Kaafsack-Denkmal“ an der Jülicher Straße zwischen Broicher Hof und Drimbornshof.
Das Wappen von Dürwiß beschreibt drei rote Rosen auf grauem Grund (aus dem Wappen derer von Broich) und den schwarzen Trennbalken aus dem Wappen der Familie von Broich (Allianzwappen von Johann Werner von Broich (bei Jülich) und Richmund Anna Margarethe von Siegen zu Sechtem und zu Broich (bei Jülich)(um 1726)).

### Einwohnerentwicklung
| Eschweiler-Dürwiß – Bevölkerungsentwicklung seit 1885 | Eschweiler-Dürwiß – Bevölkerungsentwicklung seit 1885 | Eschweiler-Dürwiß – Bevölkerungsentwicklung seit 1885 | Eschweiler-Dürwiß – Bevölkerungsentwicklung seit 1885 | Eschweiler-Dürwiß – Bevölkerungsentwicklung seit 1885 |
| Entwicklung | Jahr                                                  | Einwohner                                             | Jahr                                                  | Einwohner                                             |
| --- | ----------------------------------------------------- | ----------------------------------------------------- | ----------------------------------------------------- | ----------------------------------------------------- |
| Die zur Anzeige dieser Grafik verwendete Erweiterung wurde dauerhaft deaktiviert. Wir arbeiten aktuell daran, diese und weitere betroffene Grafiken auf ein neues Format umzustellen. (Mehr dazu) | 1885                                                  | 1413                                                  | 2010                                                  | 7340                                                  |
| Die zur Anzeige dieser Grafik verwendete Erweiterung wurde dauerhaft deaktiviert. Wir arbeiten aktuell daran, diese und weitere betroffene Grafiken auf ein neues Format umzustellen. (Mehr dazu) | 1925                                                  | 1919                                                  | 2013                                                  | 7401                                                  |
| Die zur Anzeige dieser Grafik verwendete Erweiterung wurde dauerhaft deaktiviert. Wir arbeiten aktuell daran, diese und weitere betroffene Grafiken auf ein neues Format umzustellen. (Mehr dazu) | 1933                                                  | 2089                                                  | 2014                                                  | 7515                                                  |
| Die zur Anzeige dieser Grafik verwendete Erweiterung wurde dauerhaft deaktiviert. Wir arbeiten aktuell daran, diese und weitere betroffene Grafiken auf ein neues Format umzustellen. (Mehr dazu) | 1939                                                  | 2135                                                  | 2015                                                  | 7561                                                  |
| Die zur Anzeige dieser Grafik verwendete Erweiterung wurde dauerhaft deaktiviert. Wir arbeiten aktuell daran, diese und weitere betroffene Grafiken auf ein neues Format umzustellen. (Mehr dazu) | 2000                                                  | 7050                                                  | 2016                                                  | 7570                                                  |
| Quelle: vor 2000, 2000, nach 2013. Werte ab 2000 jeweils zum 31. Dezember des Jahres. |                                                       |                                                       |                                                       |                                                       |

### Ortsname
Der Ortsname wird auf einer französischen Landkarte von 1802 „Durwiss“ (frz. „u“ = dt. „ü“) und auf einer preußischen Landkarte von 1846 „Dürwiss“ geschrieben. Der ursprüngliche Ortsname wird „Duyrewyß“ geschrieben, wahrscheinlich von „Duyre“ (= Dornen) und „Wyß“ (= Wiese). Dürwiß („Duyrewyss“) heißt demnach so viel wie Dornenwiese.

## Sehenswürdigkeiten
- Broicher Hof

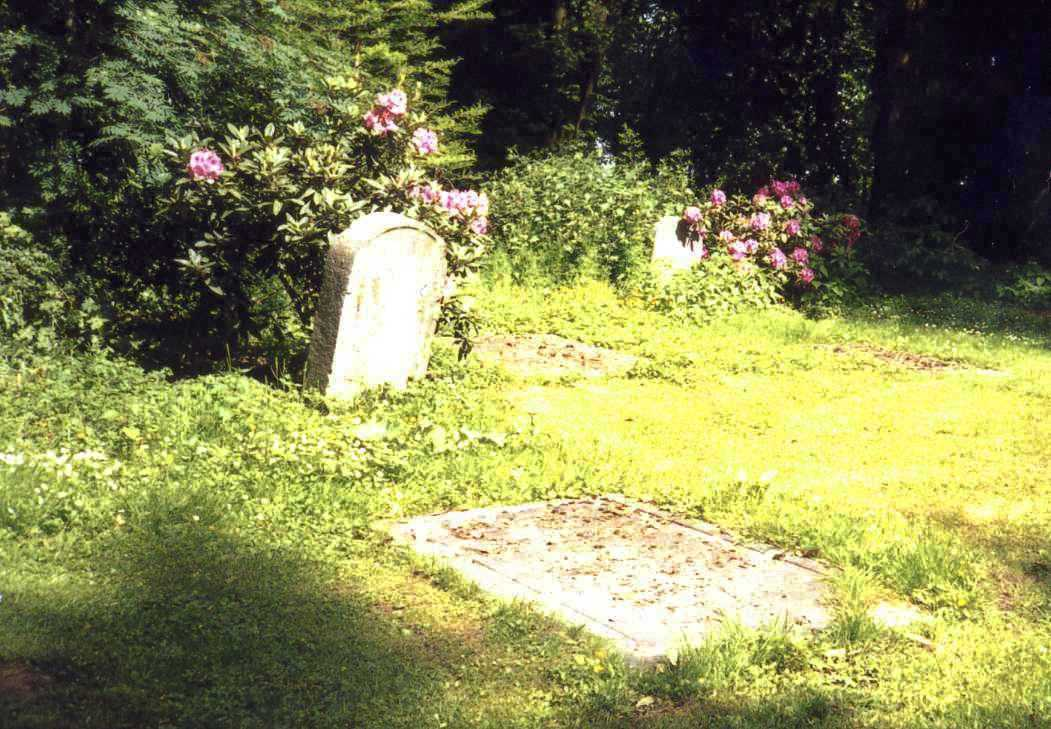
Lürkener Grabsteine auf dem Dürwißer Friedhof

- Drimbornshof mit Heimat- und Handwerksmuseum
- Freibad mit 90 Meter langer Rutsche, in den 1960er-Jahren erbaut, nach Umbaumaßnahmen am 1. August 2008 wieder geöffnet
- Blausteinsee
- Im Eingangsbereich des Friedhofs befinden sich Grabsteine aus dem abgebaggerten Lürken
- Karnevalsmuseum der Stadt Eschweiler

## Sport
Dürwiß war die Heimat vom 1907 gegründeten F.C. Germania 07 Dürwiß e. V. (Fußball) sowie dem SC Bewegung Laurenzberg 1932 e. V. (Fußball). Beide Vereine nutzten gemeinsam den Sportpark am See, allerdings auf getrennten Arealen; zwei frühere Anlagen sind bzw. sollen in ein Neubaugebiet umgewandelt werden. Im Jahr 2020 fusionierten die beiden Dürwißer Vereine mit dem SV Fortuna Weisweiler zum FC Eschweiler 2020 e. V. (Fußball). Der Fusionsverein nutzt seitdem die Großsportanlage Sportpark am See. Außerdem ist in Dürwiß der SV Germania Dürwiß Leichtathletik Turnen beheimatet, der bei einer Aufspaltung aus dem F.C. Germania 07 Dürwiß e. V. hervorgegangen ist.

## Verkehr

### Fernstraßen
Dürwiß liegt an der Landstraße zwischen Eschweiler-Mitte und dem nördlichen Kreis Düren mit Aldenhoven und Jülich. Durch eine Kreisstraße ist Dürwiß mit Weisweiler verbunden. Die nächsten Autobahnanschlüsse sind „Aldenhoven“ auf der A 44 und „Eschweiler-Ost“ über eine Nebenstrecke bzw. „Eschweiler-West“ auf der A 4.

### ÖPNV
Dürwiß verfügt über die neun Haltestellen „Am Hochhaus“, „Dürwiß“, „Festhalle“, „Freibad“, „Friedhof“, „Heinrich-Heine-Straße“, „Jülicher Straße“, „Karl-Arnold-Straße“ und „Kirche“, welche von den AVV-Buslinien 6, EW2 und EW5 der ASEAG bedient werden.
| Linie | Verlauf |
| ----- | --- |
| 6     | (Talbahnhof/Raiffeisenplatz – Krankenhaus –) Eschweiler Bushof – Dürwiß – Neu-Lohn – Fronhoven – (Weiler-Hausen – Niedermerz –) Aldenhoven – Bourheim – Jülich Walramplatz – Neues Rathaus – Jülich Bf/ZOB |
| EW2   | Dürwiß – Dürwiß Kirche – Eschweiler Bushof – Rathaus – Nothberg Kirche – Nothberg Siedlung |
| EW5   | Talbahnhof/Raiffeisenplatz – Langwahn – Schwimmhalle – Eschweiler Bushof – Dürwiß Kirche – Dürwiß Freibad – Blausteinsee                                                                                   |

Bis 1954 führte die Straßenbahnlinie 18 der ASEAG nach Dürwiß. 1970 wurde erstmals eine direkte Busverbindung nach Jülich eingerichtet, welches damals Kreisstadt für Dürwiß war, diese Rolle allerdings mit der Kommunalreform 1972 an Aachen abgeben musste.

### Eisenbahn
Die nächstgelegenen Bahnhöfe mit Personenverkehr sind Eschweiler-Talbahnhof/Raiffeisenplatz an der Talbahnlinie und Eschweiler Hbf an der Schnellfahrstrecke Köln–Aachen.
Dürwiß selbst verfügte nie über eine vollspurige Eisenbahnverbindung. Für den Personenverkehr gab es lediglich von 1908 bis 1954 die meterspurige elektrische Straßenbahn nach Eschweiler. Für den Güterverkehr des benachbarten Braunkohletagebaus Zukunft-West wurde bis 1963 eine schmalspurige, aber ebenfalls mit Oberleitung versehene Werksbahnlinie errichtet, über welche schwere Kohlezüge zum Kraftwerk Weisweiler einige Jahre lang unmittelbar an Dürwiß vorbeifuhren, nur etwa 100 m nördlich des Freibades. Diese Verkehre begannen 1963, als der Drehpunkt des Tagebaus einige Kilometer weiter nach Osten verlegt wurde. Am neuen Drehpunkt wurde die Braunkohle, die per Förderband von den Baggern kam, in Züge verladen. Der Tagebau schritt in den Folgejahren im Uhrzeigersinn um den Drehpunkt voran, womit das aktuelle Kohleabbaugebiet immer näher an das Kraftwerk Weisweiler heranrückte. Die Kohletransporte wurden zunehmend auf kontinuierlich arbeitende Bandstraßen verlagert, so dass die Bahn 1975 stillgelegt und anschließend abgebaut wurde.

## Persönlichkeiten
- Alexander Heinrich von dem Bottlenberg gen. von Schirp (sen.) (1773–1824), Kommunalpolitiker
- Wilhelm Linnartz (1828–1903), deutscher Pädagoge; Direktor der Taubstummen-Anstalt Aachen
- Berthold Simons OSB (1918–1980), Abt der Neuen Benediktinerabtei Kornelimünster bei Aachen (1967–1980); Namensgeber der Abt-Simons-Straße in Dürwiß
- Heinz Wings (* 1952), deutscher Bankmanager

## Fotos

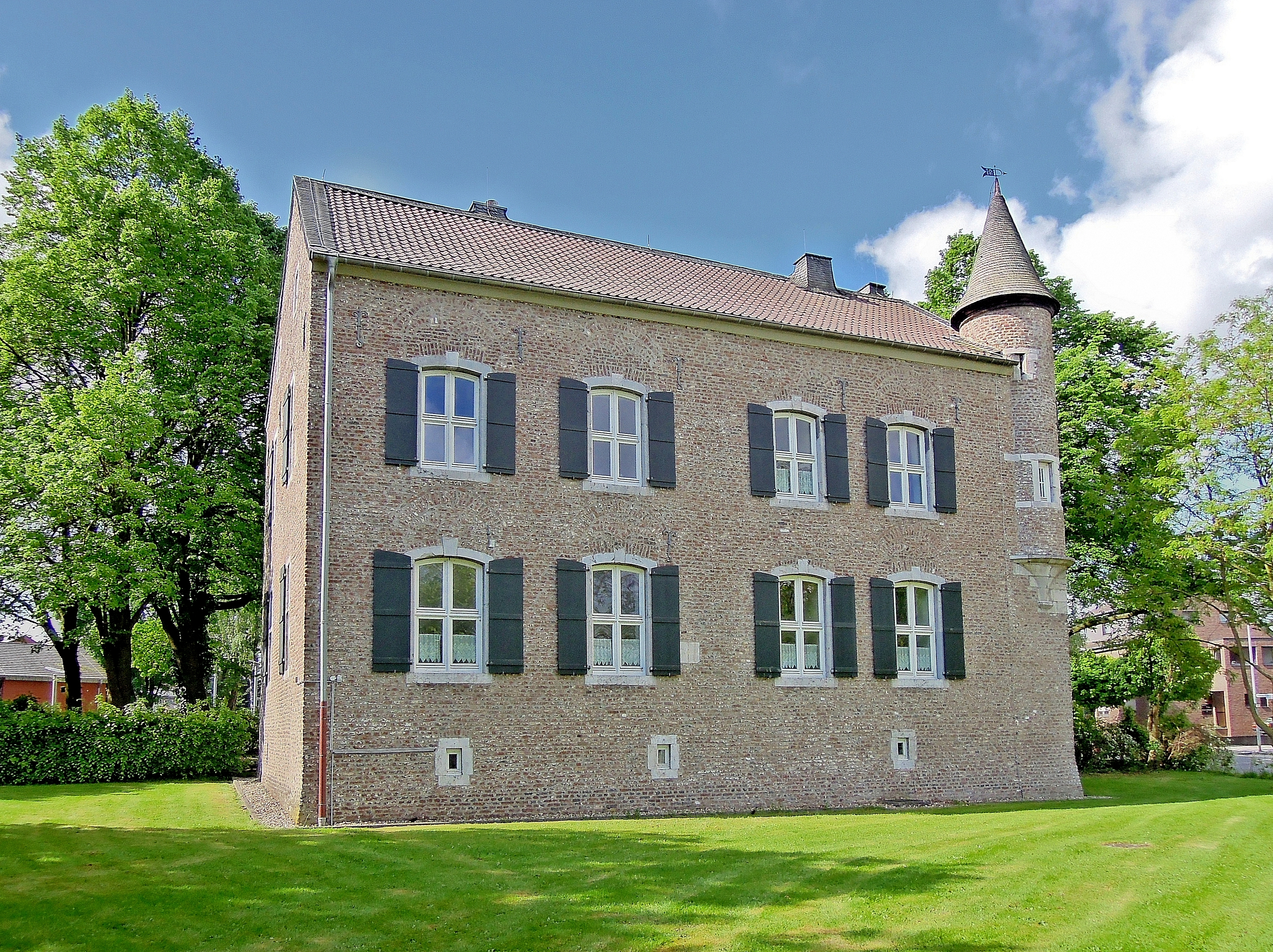
Broicher Hof
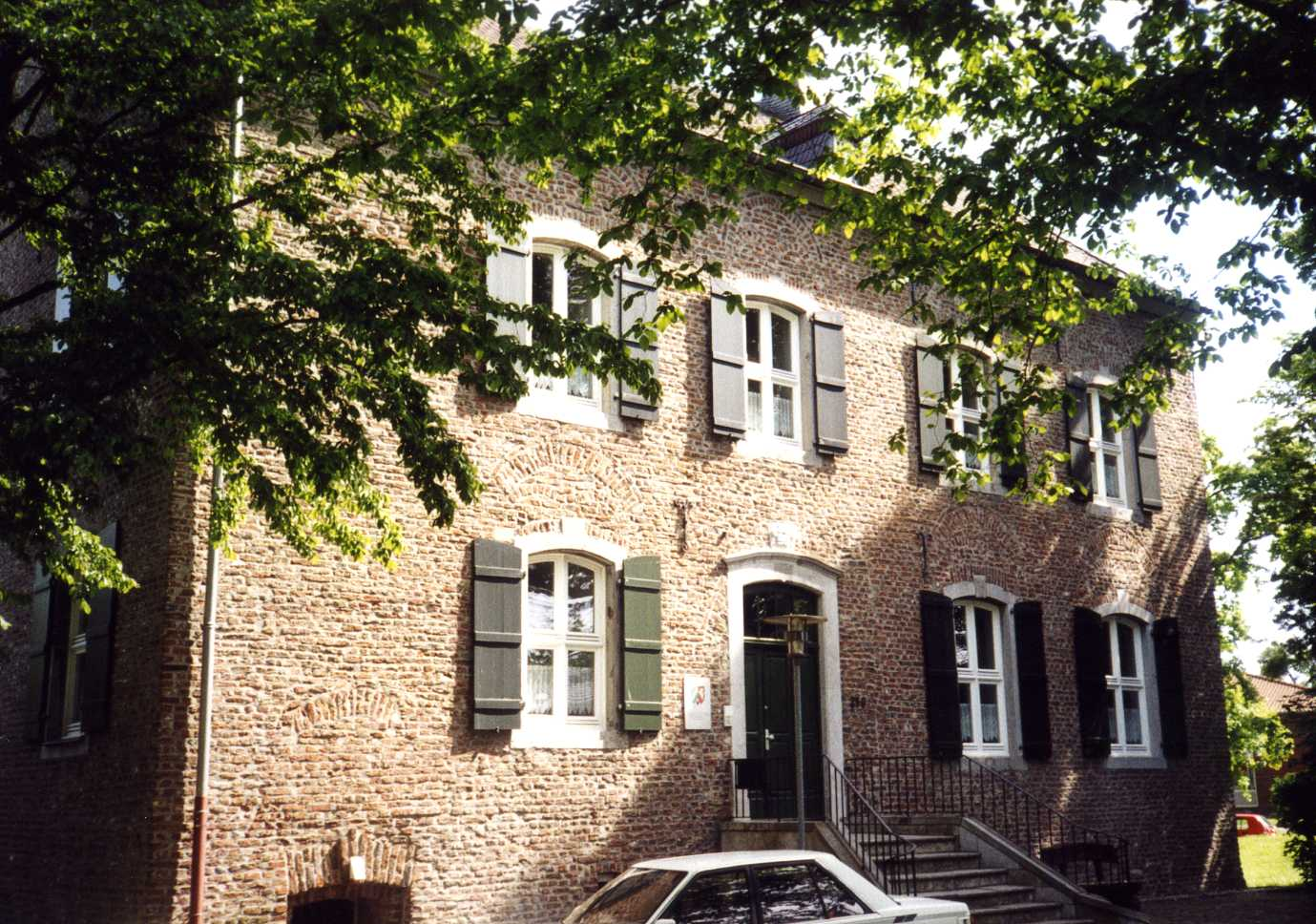
Fassade und Haupteingang des Broicher Hofs
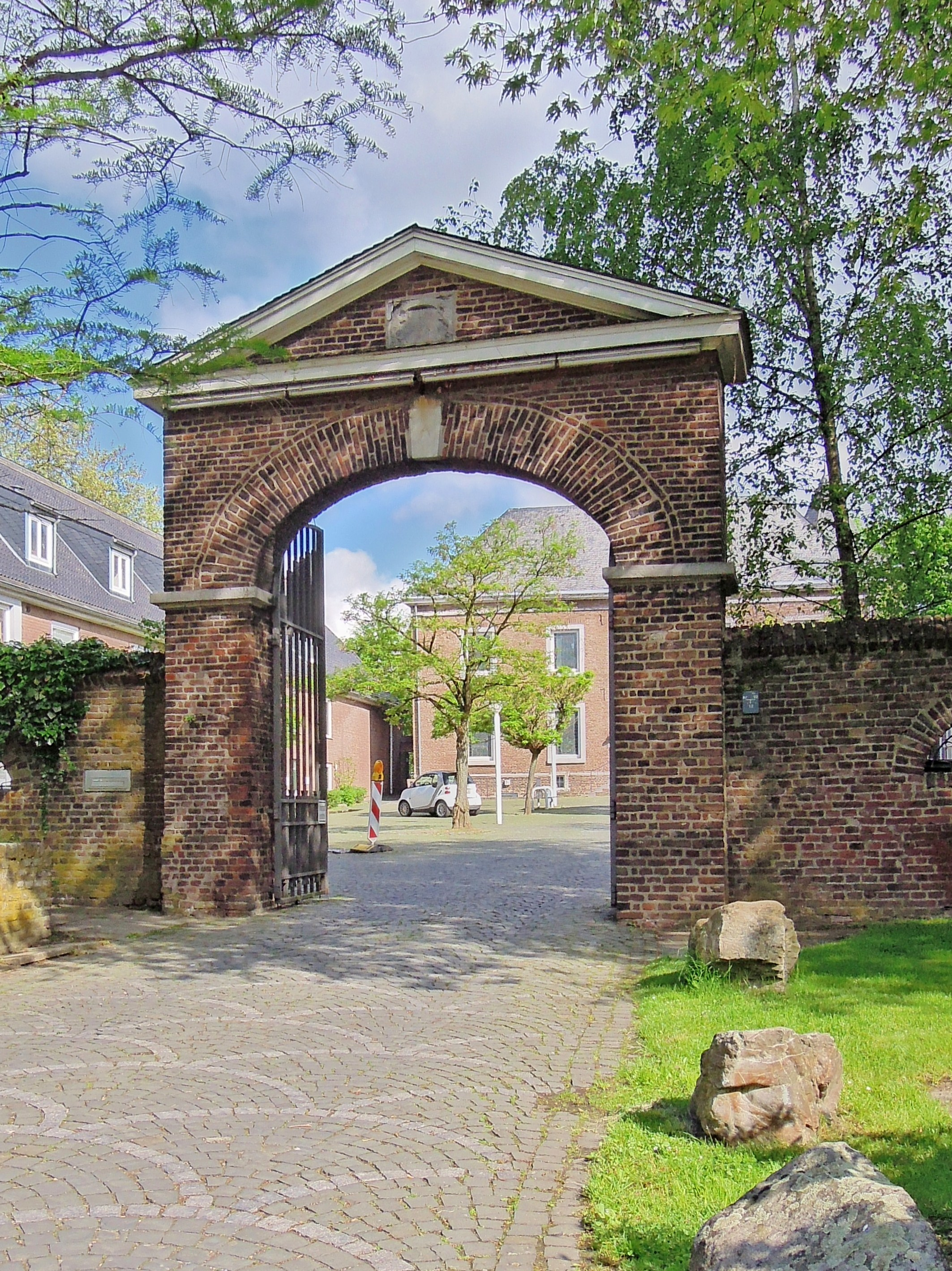
Drimbornshof
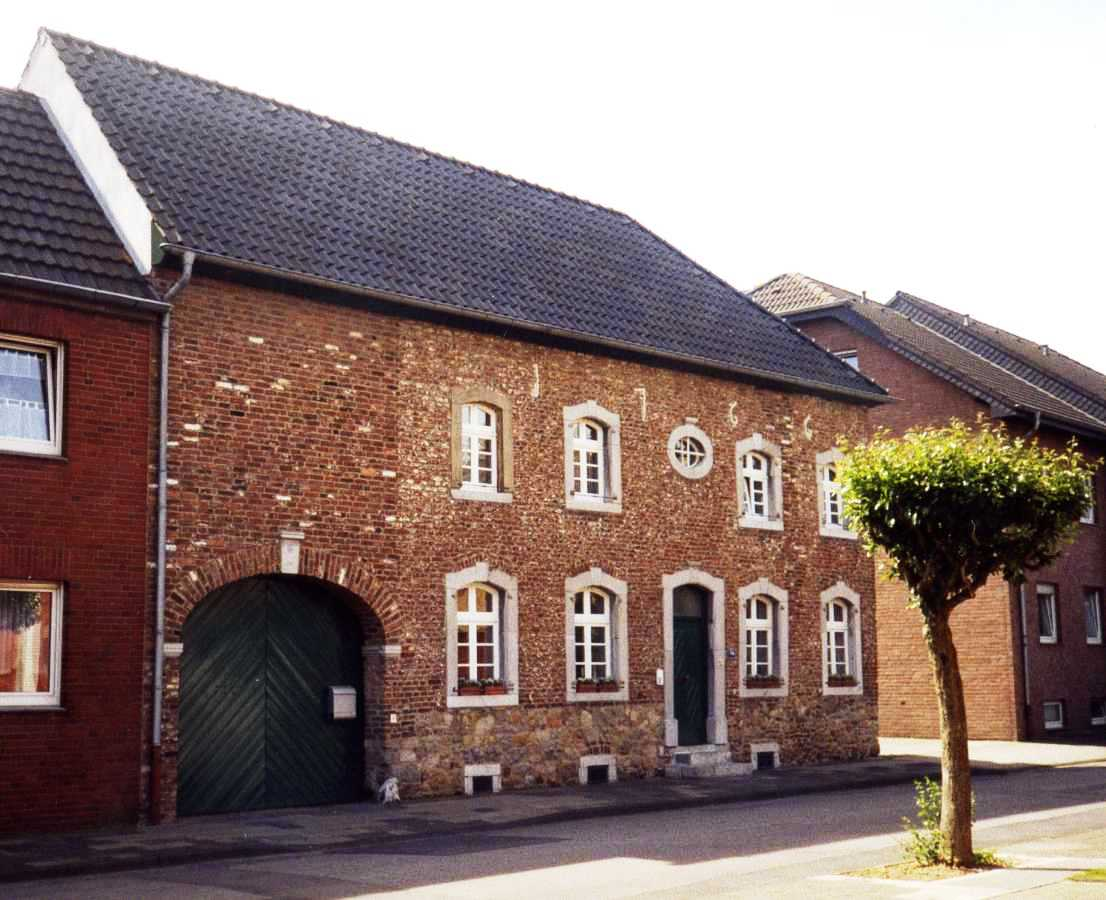
Blausteinhaus von 1766
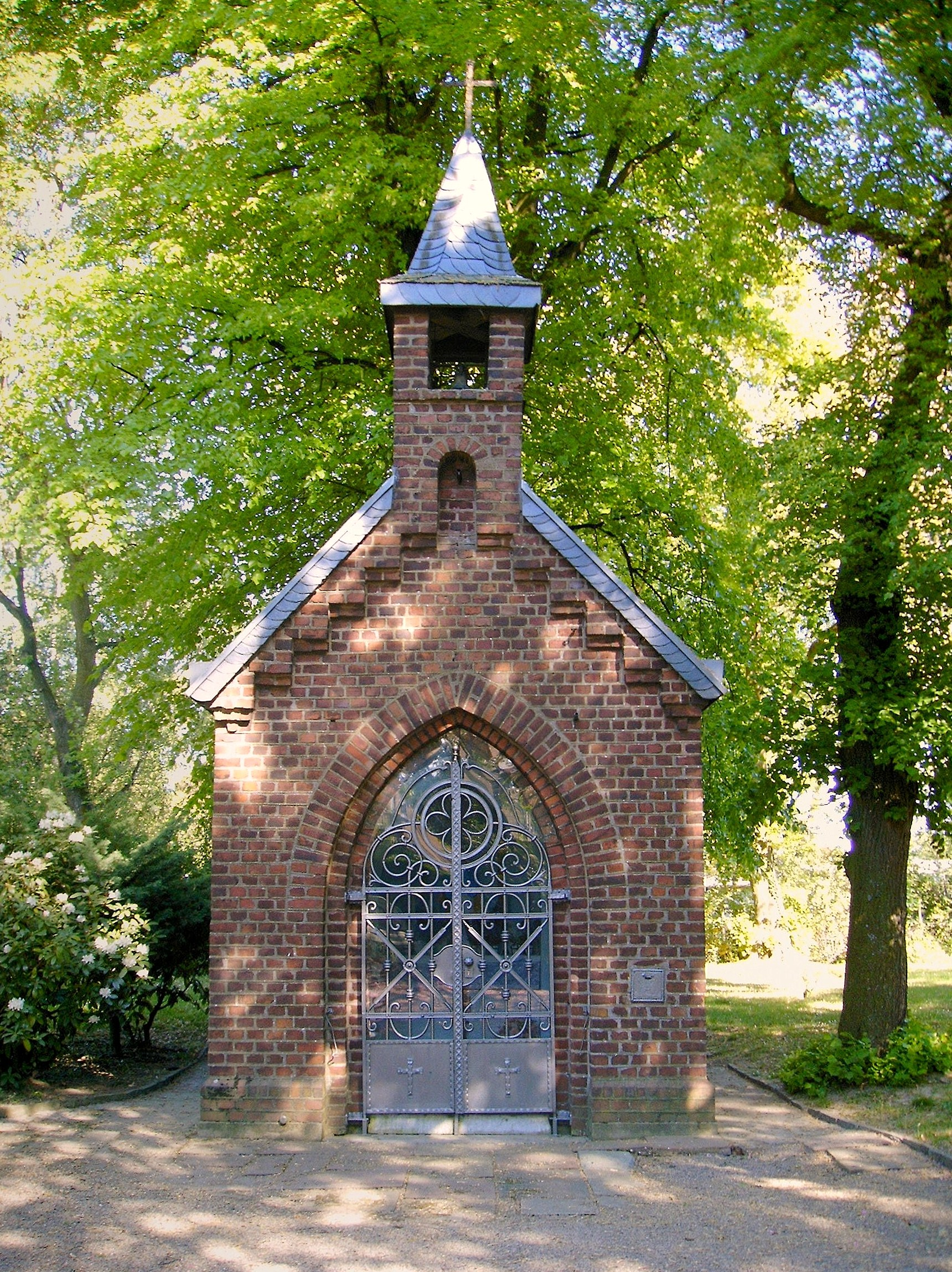
Kapellchen Grünstraße